# TX Cancri
TX Cancri (TX Cnc) es una estrella binaria en la constelación del Cangrejo.
Es miembro del cúmulo abierto M44, conocido como «El Pesebre».
De acuerdo a su paralaje, se encuentra a 626 años luz del sistema solar.
TX Cancri es una binaria de contacto de tipo espectral F8V o F5V.
En este tipo de binarias cercanas, las dos estrellas comparten sus capas exteriores de gas; las temperaturas respectivas de las dos componentes de TX Cancri son 6250 y 6121 K.
La estrella más caliente, que es la menos masiva y luminosa, tiene un 9% más de luminosidad que nuestro Sol y un radio equivalente al 89% del radio solar.
Su masa es el 60% de la masa solar mientras que su compañera —más masiva y luminosa— tiene una masa de 1,32 masas solares.
Con el doble de luminosidad que el Sol, su radio es un 27% más grande que el del radio solar.
La relación entre las masas de ambas componentes, q, es igual a 0,596.
Clasificada como variable W Ursae Majoris, el brillo de TX Cancri fluctúa entre magnitud aparente +10,00 y +10,35 a lo largo de su período orbital de 0,38288 días (9,19 horas).
El plano orbital está inclinado 62,2º respecto al plano del cielo y los eclipses son sólo parciales.